# Den nye jødiske begravelsesplads i Łódź
Den nye jødiske begravelsesplads i Łódź (polsk Nowy Cmentarz Żydowski) blev grundlagt i 1892 i den sydlige del af bydelen Bałuty, afgrænset af gaderne Bracka, Zagajnikowa, Zmienna og Inflancka. Den er med sine 42,5 ha og mellem 180.000 og 230.000 grave Europas største jødiske nekropolis.
Izrael Poznański købte i 1891 et område på over 10 ha af Juliusz Heinzel, hvor han planlagde at lægge begravelsespladsen. Den nye begravelsesplads ved Brackagaden skulle erstatte den gamle ved Wesołagaden. I 1898 blev Polens største lighus åbnet ved begravelsespladsen efter tegninger af Adolf Zeligson. I 1956 blev der rejst et monument over Łódźghettoens ofre ved begravelsespladsen. Ved siden af lighuset fandtes før i tiden også en lille synagoge og en mikve.
Den nye jødiske begravelsesplads deles i en østlig (2 ha) og vestlig (40,5 ha) del af en indvendig mur. Begravelsespladsen domineres hovedsageligt af gravstene, dog dækkes området ved Hovedalléen også af familiegrave. Ved denne representative allé ligger også Izrael Poznańskis monumentale mausoleum, verdens største jødiske gravsten.
Også andre store forretningsmænd fra Łódź' grave findes på begravelsespladsen, blandt andet familierne Barciński, Jarociński, Katsenberg, Kon, Prussak, Rosenblatt, Silberstein og Stiller. Ved Brackagaden finder man desuden gravene for maleren Stanisław Heyman, lægen Seweryn Sterling, rabbineren Eliasz Chaim Majzel, underrabbineren Mojżesz Eliasz Halpern, lægen Władysław Pinkus og forretningsmanden Herman Konsztat. Man kan også finde Artur Rubinsteins forældres grav, Artur Szyks og Julian Tuwims grave.
I 1980 blev begravelsespladsen indskrevet i seværdighedsregistret, og siden er renoveringsarbejdet blevet intensiveret. Blandt andet er Ghettomarken, lighuset og Izrael Poznańskis mausoleum blevet totalrestaureret.